# Связьинвест
«Связьинве́ст» — бывшая российская государственная телекоммуникационная компания, крупнейший акционер оператора дальней связи «Ростелеком», к которому в апреле 2011 года были присоединены межрегиональные компании связи. Одна из крупнейших телекоммуникационных групп в мире. Полное наименование — Открытое акционерное общество «Инвестиционная компания связи».
Штаб-квартира находилась в Москве.

## История
Холдинг образован в 1995 году в соответствии с Указом Президента РФ Бориса Ельцина № 1989 от 10 октября 1994 года.
До 4 октября 2010 года холдинг владел акциями ОАО «Московская городская телефонная сеть» (МГТС), составлявшими 23,3 % его уставного капитала. В результате сделки с АФК «Система», данный пакет акций обменяли на 50 % акций (100 % уставного капитала) ЗАО «Скай Линк».
До 2011 года «Связьинвесту» принадлежали контрольные пакеты семи межрегиональных компаний связи: «ВолгаТелеком», «Дальсвязь», «Северо-Западный Телеком», «Сибирьтелеком», «Уралсвязьинформ», «ЦентрТелеком» и «ЮТК». Межрегиональные телекоммуникационные компании, помимо рентабельных услуг (местная и внутризоновая фиксированная телефонная связь, доступ в Интернет, сотовая связь, телевещание), оказывали «социальные» услуги связи, которыми в настоящее время пользуется часть населения. К ним можно отнести услуги телеграфа, проводного радиовещания, телефонной связи с использованием таксофонов. С 1 июня 2010 года по предложению министра связи и массовых коммуникаций РФ Игоря Щёголева большинство МРК запустило «социальный» тариф на доступ в Интернет по технологии ADSL (размер абонентской платы составляет от 200 до 500 рублей в месяц, для отдельных регионов — до 1500 рублей в месяц) для доступа населения к базовым информационным услугам сети Интернет.
Весной 2011 года все семь МРК связи (а также дагестанский «Дагсвязьинформ») были присоединены к компании «Ростелеком», контролируемой «Связьинвестом».
В ноябре-декабре 2011 г. государство одобрило план присоединения «Связьинвеста» к компании «Ростелеком», но был риск, что
- из-за того что обе компании сейчас перекрëстно владеют акциями, после присоединения государство может потерять государственный контроль над объединëнным «Ростелеком» в случае продажи менеджментом «Ростелекома» какой-то части собственных казначейских акций, которые в течение года после объединения должны быть проданы или погашены по закону;
- в случае присоединения у «Ростелекома» возникнет необходимость выкупить предъявленные несогласными акционерами акции в сумме до 10 % стоимости чистых активов общества, что может составить до 46 млрд рублей, а также досрочно погасить предъявленные обязательства.[5]

В случае удачного присоединения к Ростелекому компания «Связьинвест» прекратит своё существование, а компания Ростелеком будет напрямую контролироваться государством.
Указом Президента России от 27 марта 2012 года принято решение присоединить к Ростелекому Связьинвест 

 при условии обеспечения контроля Российской Федерации совместно с государственной корпорацией «Банк развития и внешнеэкономической деятельности (Внешэкономбанк)» над более чем 50 процентами обыкновенных акций открытого акционерного общества междугородной и международной электрической связи «Ростелеком». 
1 октября 2013 года ОАО «Связьинвест», а также еще 20 компаний (прямо или косвенно контролируемых ОАО «Ростелеком» и/или ОАО «Связьинвест») были исключены из Единого государственного реестра юридических лиц в связи с присоединением к ОАО «Ростелеком».

### Частичная приватизация
Пакет 25 % + 1 акция компании в июле 1997 года в соответствии с Постановлением Правительства РФ Российским фондом федерального имущества и Государственным комитетом РФ по управлению государственным имуществом был выставлен на денежном аукционе. В результате его проведения пакет акций ОАО «Связьинвест» был продан за $1,875 млрд кипрскому консорциуму Mustcom Ltd.(в состав которого вошли «ОНЭКСИМ Банк», инвестиционная компания «Ренессанс Капитал», инвестиционный банк «Deutsche Morgan Grenfell», «Morgan Stanley Asset Management» и фонд Джорджа Сороса «Quantum Fund»; в начале 2004 года «Mustcom» был приобретён за $625 млн совладельцем «Access Industries» Леонардом Блаватником). В последующие годы неоднократно предпринимались попытки дальнейшей приватизации части акций ОАО «Связьинвест», однако все они оказались безрезультатными.
В декабре 2006 года ОАО «Комстар — Объединённые ТелеСистемы» приобрело у компании Mustcom её 25 % + 1 акцию «Связьинвеста» за $1,3 млрд.. Однако, за последующие годы Комстар и основной его владелец — АФК «Система», не смогли получить доступа к реальному управлению холдингом.
23 ноября 2009 года «Связьинвест» подписал с АФК «Система» и ОАО «Комстар-ОТС» меморандум о намерениях, предполагающий передачу «Системой» 100 % акционерного капитала ЗАО «Скай Линк» «Связьинвесту», выход «Комстар-ОТС» из акционерного капитала ОАО «Связьинвест» и увеличение доли «Комстар-ОТС» в акционерном капитале ОАО «МГТС» за счёт 23,3 % доли «Связьинвеста». Сделка по передаче акций ОАО «Связьинвест» была завершена 1 октября 2010 года, с этого момента 25 % + 1 акция холдинга принадлежит ОАО «Ростелеком», 23,3 % акций МГТС — принадлежат ОАО «МТС», поскольку ОАО «Комстар-ОТС» была полностью присоединена к ОАО «МТС». Таким образом, компания ОАО «МТС» консолидировала контрольный пакет акций ОАО «МГТС». В результате совершённой сделки «Ростелеком» получил акции «Связьинвеста», а ОАО «МТС» — контрольный пакет акций МГТС.

## Собственники
Основным акционером ОАО «Связьинвест» являлась Российская Федерация в лице Росимущества (75 % минус 1 акция), остальные акции принадлежали дочерней компании «Связьинвеста» — «Ростелекому».

## Руководство
Генеральным директором ОАО «Связьинвест» с октября 2010 года по 2013 год являлся Вадим Викторович Семёнов. Председатель совета директоров компании так и не был избран.

## Деятельность

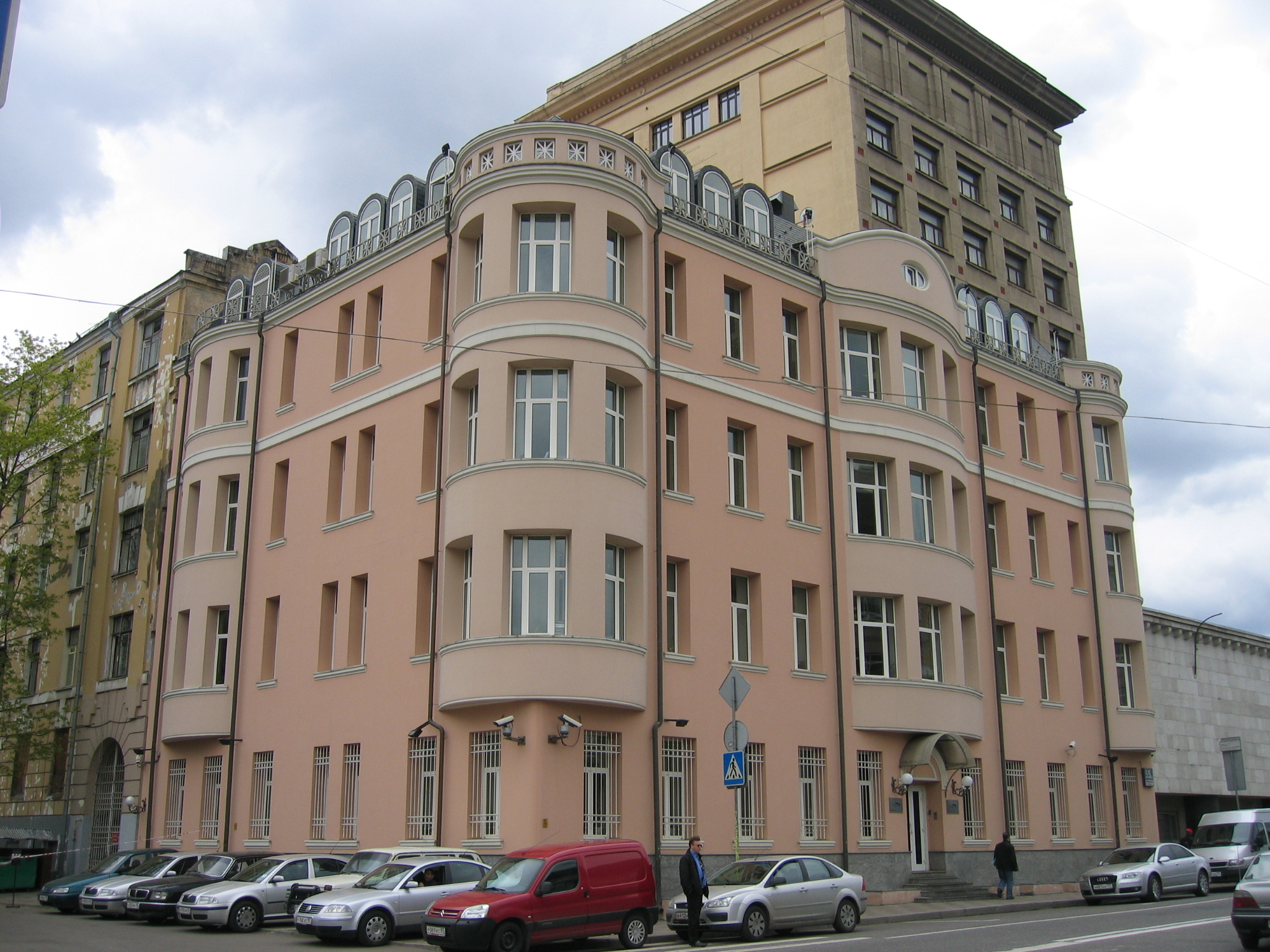
Бывший главный офис «Связьинвеста» (ныне — главный офис макрорегионального филиала ОАО «Ростелеком» Центр)

Помимо «Ростелекома» «Связьинвест» владел пакетами акций ОАО «Центральный телеграф», ОАО «Гипросвязь», ОАО «Костромская городская телефонная сеть» и некоторых других компаний. С 4 октября 2010 года по 27 июля 2012 года холдингу принадлежала 100 % акций оператора сотовой связи «Скай Линк», имеющего GSM лицензии в 45 регионах, в которых сеть так и не была развёрнута. 27 июля 2012 года «Связьинвест» продал 50 % акций «Скай Линк» «Ростелекому», остальные 50 % выкупил сам Скай Линк.
В 2010 году было принято решение о передаче «Связьинвесту» находящихся в федеральной собственности акций ОАО «Башинформсвязь» (28,24 %), ОАО «Центральный телеграф» (21,78 %), ОАО «Чукоткасвязьинформ» (75 %), ОАО «Московская междугородная телефонная станция № 9» (38 %), ОАО «Ингушэлектросвязь» (100 %).

### Показатели деятельности
Численность персонала компании на апрель 2011 года — 170 человек.
Консолидированная выручка группы (по управленческой отчетности) за 2010 год составила 271,6 млрд руб., чистая прибыль — 34,4 млрд руб. Совокупная выручка Группы «Связьинвест» за 2009 год (неаудированная отчетность по МСФО) увеличилась на 6,0 млрд руб.(+2,4 %) и составила 259,1 млрд руб., консолидированная чистая прибыль увеличилась до 28,5 млрд руб.

## Критика
«Связьинвест» подвергался резкой критике со стороны акционеров и даже топ-менеджеров дочерних межрегиональных компаний связи в связи с заключением контрактов на поставку IT-решений. В соответствии с данными контрактами, межрегиональные компании связи должны были потратить на их оплату значительные суммы, сопоставимые с размером годовой прибыли. Среди таких соглашений назывались заключённый в 2003 году контракт на сумму $153 млн с американской компанией Oracle на поставку ERP-системы Oracle E-Business Suite (на 70 тыс. рабочих мест), а также заключённый в 2004 году контракт с американской компанией Amdocs на сумму $480 млн, предусматривающий внедрение в МРК систем биллинга. Критики, в частности, владевший на тот момент 25 % акций «Связьинвеста» Джордж Сорос, утверждали, что эти сделки носили нерыночный, непрозрачный характер, проводились без использования тендеров.
В итоге, по состоянию на 2009 год указанные системы полностью внедрены не были. В конце марта 2009 года «Связьинвест» объявил о списании на убытки 1,08 млрд руб. активов, связанных со стоимостью технической поддержки лицензий биллинговой системы Amdocs, и 0,94 млрд руб. стоимости ERP-системы Oracle, а в 2010 году было списано ещё 4,4 млрд руб. затрат на биллинг Amdocs. В мае 2011 года, после присоединения межрегиональных компаний связи к «Ростелекому», последний договорился с Oracle о конвертации «неиспользованных» лицензий по указанному контракту в новые продукты компании без доплаты.